# Liste der Bischöfe von Aire
Die folgenden Personen waren Bischöfe des Bistums Aire(-Dax) (Frankreich):
- 506, 533 : Marcellus
- 585 : Rusticus
- 614 : Palladius
- ca. 620–630 : Philibaud
- ca. 633–675 : Ursus
- ca. 788 : Asinarius
- ca. 977 : Gombaud
- ca. 1017 : Arsius-Racca
- 1060 : Raymond le Vieux
- 1060–1092 : Peter I.
- 1092–1099 : Peter II.
- 1100–1115 : Wilhelm
- 1116–1147 : Bonhomme
- 1148–ca. 1176 : Vital de Saint-Hermes
- ca. 1176–1179 : Odon d’Arbéchan
- ? : Bertrand de Marsan
- ? : Guillaume Bernard
- 1211 : Vital de Beufmort
- 1211 : Jourdain
- ? : Gauthier
- 1224–1237 : Auger
- 1237–1266 : Pierre III. et Raymond de Saint-Martin
- 1266–1295 : Pierre IV. de Betous
- 1295–1307 : Martin Defosse
- 1308–1326 : Bernard de Bats
- 1326–1327 : Anesanche de Toujouse
- 1327–1349 : Garsias de Fau (auch: Garsias de Fabri)
- 1349–15. November 1354 : Dauphin de Marquefave
- 1354–1361: Bernard OCist, dann Bischof von Tarbes
- 1361–Ende Mai 1386 : Jean de Montaut

- 4. Juni 1386–1390 : Robert Waldby OSA (ernannt durch Papst Urban VI. in Rom) (dann Erzbischof von Dublin, später von York)
- 14. November 1390–1393 : Maurice Usk OP (dann Bischof von Bazas)
- 1392–1423 : Arnaud-Guillaume de Lescun (auch Arnaud de Saliers; dann Bischof von Couserans)

- 1386–1397 : Garsias-Arnaud de Navailles (ernannt durch Gegenpapst Clemens VII. in Avignon)
- 1397–1418 : Bernard de Brun OP
- 1423–1440 : Roger de Castelbon (dann Bischof von Tarbes)
- 1440–1445 : Pierre de Gachefret
- 16. Januar 1445 bis 30. Juli 1460 : Louis d’Albret (dann Bischof von Cahors, später Kardinal)
- 1460–1475 : Tristan d’Aure (Haus Aure)
- 1475–1484 : Pierre de Foix, (seit 1476 Kardinal; dann Administrator von Bayonne)
- 1484–1485 : Mathieu de Nargassie (Nardo Garcia)
- 15. Februar 1486–1512 : Bernard d’Abbadie
- 1512–1516 : Antoine du Monastey
- 1516–22. Dezember 1521 : Arnaud-Guillaume d’Aydie
- 24. April 1523–1530 : Charles de Gramont OSA (dann Erzbischof von Bordeaux)
- 9. März 1530–6. Februar 1538 : Gabriel de Saluces
- 1538–1560 : Jacques de Saint-Julien
- 1560–4. September 1570 : Christophe de Foix-Candale
- 1576–5. Februar 1594 : François de Foix-Candale (1512–1594)
- Vakanz
- 4. Dezember 1606–1621 : Philippe Cospéan (dann Bischof von Nantes)
- 1621–17. Januar 1625 : Sébastien Bouthilier
- 1625–1649 : Gilles Boutault (dann Bischof von Évreux)
- 1650–1657 : Charles-François de Bourlemont (dann Bischof von Castres)
- 1657–12. Oktober 1672 - Bernard de Sariac
- 12. Januar 1673–18. Dezember 1684 : Jean-Louis de Fromentières
- 1693–29. März 1698 : Armand Bazin de Bezons (dann Erzbischof von Bordeaux)
- 1698–1706 : Louis-Gaston Fleuriau d’Armenonville (dann Bischof von Orléans)
- 1706–30. Juni 1710 : François-Gaspard de la Mer de Matha
- 1710–1723 : Joseph-Gaspard de Montmorin de Saint-Hérem
- 1723–1734 : Gilbert de Montmorin de Saint-Hérem (dann Bischof von Langres)
- 1735–1757 : François de Sarret de Gaujac
- 1758–1783 : Plaicard de Raigecourt
- 1783–1801 : Sébastien-Charles-Philibert de Cahuzac de Caux
- 1823–1827 : Jean-François-Marie Le Pappe de Trévern (dann Bischof von Straßburg)
- 1827–1839 : Dominique-Marie Savy
- 1839–30. Juni 1856 : François-Adélaïde-Adolphe Lanneluc
- 15. Dezember 1856–6. Juni 1859 : Prosper-Mlichel-Armand Hiraboure
- 26. September 1859–23. Juli 1876 : Louis-Marie-Olivier Épivent
- 18. Dezember 1876–7. August 1905 : Victor-Jean-Baptiste-Paulin Delannoy
- 21. Februar 1906–1911 : François Touzet
- 1911–1930 : Maurice Charles Alfred de Cormont
- 1930–1963 : Clément Mathieu
- 1963–1978 : Fernand Pierre Robert Bézac des Martinies
- 1978–2002 : Robert Pierre Sarrabère
- 2002–2012 : Philippe Breton
- 2012–2017 : Hervé Gaschignard
- seit 2017: Nicolas Souchu